# ARNsn U4atac

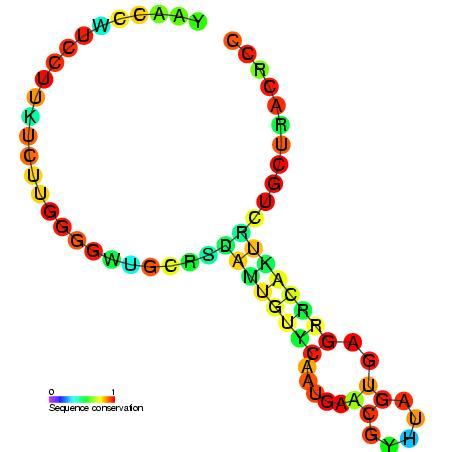
Un ARNsn U4atac. Les parties rouges sont les parties invariantes.

L’ARNsn U4atac est un petit ARN nucléaire (snRNA ou ARNpn) non codant entrant dans la composition des petites ribonucléoprotéines nucléaires U4atac.
Il est une composante essentielle du splicéosome mineur. Il est indispensable pour l'enlèvement de certains introns des eucaryotes (AT-AC, type-U12).
On pense qu'U4atac s'apparie avec un autre composant du splicéosome mineur, l'ARNsn U6atac par deux régions de structure tige-boucle. On a montré que ces boucles interactives se révélaient être indispensables pour l'épissage in vivo. U4atac contient également un site de liaison en 3' avec la protéine Sm dont a prouvé qu'il était essentiel pour l'activité d'épissage.
U4atac est l'analogue fonctionnel de l'ARNsn U4 du splicéosome majeur.
L'ARNsn U4atac de la drosophile a une structure tige-boucle supplémentaire en 3' pour une deuxième liaison Sm.